# Unreal (seriál)
Unreal je americký televizní seriál, který je premiérově vysílán od 1. června 2015 na stanici Lifetime. Jednou z hlavních postav je Rachel (Shiri Appleby), mladá producentka televizní reality show, kterou pohání bezohledná šéfová (Constance Zimmer). Autory seriálu jsou Marti Noxon a Sarah Gerture Shapiro. Seriál získal úspěch a v červenci 2015 stanice schválila druhou řadu. V červnu 2016 byla objednána třetí řada seriálu, která měla premiéru 26. února 2018. 28. července 2017 byla objednána čtvrtá řada, která měla premiéru 16. července 2018. V červenci 2018 bylo potvrzeno, že čtvrtá řada bude řadou poslední. 

## Děj
Producentka televizní reality show Rachel Goldberg (Shiri Appleby) se vrací do nové série Everlasting, populární show, ve které se mladé dívky seznamují s atraktivním mužem, poté co v minulé sérii propadla šílenému záchvatu. V práci ji pohání bezohledná šéfová Quinn King (Constance Zimmer). Rachel tedy musí odložit všechny zábrany a pustit se do toho, co umí nejlépe: manipulování soutěžích, aby diváci Everlasting zažili to největší drama.

## Obsazení

### Hlavní role
- Shiri Appleby jako Rachel Golberg producentka reality-show Everlasting, která se vrací do nové série, díky exkluzivní producentce Quinn, i přes šílený záchvat, který dostala v minulé sérii.
- Constance Zimmer jako Quinn King, exkluzivní producentka Everlasting, má aférku s Chetem
- Craig Bierko jako Chet Wilton, drogově závislý tvůrce Everlasting, který má aférku s Quinn
- Jeffrey Bowyer-Chapman jako Jay Carter, producent reality-show, kamarád Rachel
- Josh Kelly jako Jeremy, kameraman show, bývalý přítel Rachel, zasnoubený s Lizzie (1.–3. řada)
- Genevieve Buechner jako Madison, Quinn asistentka (3.–4. řada, vedlejší role – 1.–2. řada)
- Brennan Elliott jako Graham, moderátor Everlasting (3.–4. řada, vedlejší role – 1.–2. řada)
- Aline Elasmar jako Shia, producentka (1. řada)
- Freddie Stroma jako Adam Cromwell, bohatý britský playboy, který je hlavní hvězdou Everlasting. Doufá, že díky show získá lepší reputaci a pomůže mu v práci. (1. řada, hostující role – 2. řada)
- Michael Rady jako Coleman Wasserman (2. řada)
- B. J. Britt jako Darius Beck (2. řada), první africko-americký svůdník Everlasting, profesionální fotbalista
- Gentry White jako Romeo Beck (2. řada), Dariusovo bratranec a manažer
- Caitlin FitzGerald jako Serena (3. řada), první svůdnice
- Kassandra Clementi jako Crystal (3. řada), modelka, Chetova přítelkyně
- Jaime Callica jako Xavier (3. řada), tanečník, Jay přítel
- Francois Arnaud jak oTommy Castelli, producent (4. řada)

### Vedlejší role
- Amy Hill jako doktorka Grace Wagerstein, terapeutka, zaměstnaná pro show, která krmí producenty soukromými informacemi o soutěžících, aby mohli manipulovat dění show
- Martin Cummins jako Brad, producent
- Mimi Kuzyk jako doktorka Olivie Goldberg, Rachel matka

#### 1. řada
- Johanna Braddy jako Anna Martin, soutěžící, která trpí bulímií
- Nathalie Kelley jako Grace, soutěžící, modelka
- Ashley Scott jako Mary, soutěžící, svobodná matka
- Arielle Kebbel jako Britney, soutěžící, kterou Quinn označila jako "padoucha", první vyloučena ze show
- Siobhan Williams jako Lizzie, maskérka Everlasting, Jeremyho snoubenka
- J. R. Bourne jako Bill DeYoung, Quinn bývalý přítel
- Christie Laing jako Shamiqua, soutěžící
- Stephanie Bennett jako Pepper, soutěžící
- Breeda Wool jako Faith- soutěžící, panna (hostující role – 4. řada)
- Natasha Wilson jako Maya, soutěžící (1. a 4. řada)
- Sonya Salomaa jako Cynthia Wilton, Chetova bývalá žena
- Graeme McComb jako Sam, asistent režiséra
- Aline Elasmar jako Shia, producentka reality-show, rivalka Rachel

#### 2. řada
- Monica Barbaro jako Yael/Sexy Rachel, soutěžící, která je reportérkou v utajení
- Denée Benton jako Ruby Carter, soutěžící, aktivistka
- Kim Matula jako Tiffany James, soutěžící, dcera vlastníka jednoho z nejlepší týmů v NFL
- Meagan Tandy jako Chantal, soutěžící, která se smiřuje se smrtí jejího snoubence
- Ioan Gruffudd jako John Booth, vlastník televizní stanice
- Christopher Cousins jako Gary, prezident televizní stanice, která vysílá Everlasting (2.–3. řada)
- Monique Ganderton jako Brandi, soutěžící
- Jessica Sipos jako Hayley, soutěžící
- Elizabeth Whitmere jako Dominique, soutěžící, profesionální basketbalistka
- Sunita Prasad jako London, soutěžící
- Karissa Tynes jako Jameson, soutěžící, policistka

#### 3. řada
- Bart Edwards jako Jasper, soutěžící, bankéř
- Alex Hernandez jako Owen, soutěžící, hasič, svobodný otec
- Adam Demos jako August, soutěžící, surfer (3. a 4. řada)
- Alex Sparrow jako Alexi, soutěžící, baleťák (3. a 4. řada)
- Joe Abraham jako Norman, soutěžící, žokej
- Tyler Hynes jako Billy, soutěžící, závodník
- Marcus Rosner jako Warren, soutěžící, vlastní ranč
- Cameron Bancroft jako Preston , starší soutěžící
- Terry Chen jako Guy, soutěžící, kuchař
- Melvin Greff jako Zach, soutěžící, sociální hvězda
- Tracie Thoms jako Fiona, přítelkyně Quinn (3. a 4. řada)
- Chelsea Hobbs jako Charlie, asistentka
- Brandon Jay McLaren jako Dr. Simon, psycholog

#### 4. řada
- Natalie Hall jako Candy Coco, svobodná matka a striptérka
- Meagan Holder jako Noelle Jackson
- Alejandro Munoz jako Rodrigo, fotbalista
- Christopher Russell jako Jack, pediatr
- Meghan Heffern jako Sofia
- Alli Chung jako Syke
- Karis Cameron jako Naomi
- Samantha Cole jako Emily
- Greg Delmage jako Luke
- Maxwell Yip jako Joe

## Produkce

### Vývoj
30. července 2013 Lifetime objednal pilotní epizodu Unreal, inspirovaný Sarah Gertrue Shapiro cenou oceněným nezávislým krátkým filmem Sequin Raze. Shapiro dříve pracovala pro produkci americké reality-show The Bachelor. Scénář pro epizodu napsal Marti Noxon, společně se Shapiro a režíroval ji Roger Kumble. 6. února 2014 stanice objednala deset epizod. V březnu 2015 bylo oznámeno, že premiéra seriálu bude 1. června 2015. 6. července stanice potvrdila druhou sérii, která bude obsahovat 10 epizod a bude mít premiéru v roce 2016. V červnu 2016 byla objednána třetí řada seriálu, která měla premiéru 26. února 2018. 28. července 2017 byla objednána čtvrtá řada, která měla premiéru 16. července 2018. V červenci 2018 bylo potvrzeno, že čtvrtá řada bude řadou poslední. 

### Koncept
Unreal sleduje zákulisí reality show Everlasting, fiktivní reality-show, podobné The Bachelor, v Česku známé jako Vem si mě.

## Ocenění a nominace
| Rok  | Ocenění                                     | Kategorie                                                            | Nominace                                               | Výsledek  |
| ---- | ------------------------------------------- | -------------------------------------------------------------------- | ------------------------------------------------------ | --------- |
| 2015 | Critics' Choice Television Awards           | nejzajímavější nový televizní seriál                                 | UnREAL                                                 | vítězství |
| 2015 | Gotham Independent Film Award               | nejlepší nový seriál: dlouhá forma                                   | UnREAL                                                 | nominace  |
| 2015 | Women's Image Network Awards                | nejlepší nový seriál produkovaný ženou                               | UnREAL                                                 | vítězství |
| 2015 | Women's Image Network Awards                | nejlepší dramatický seriál                                           | UnREAL                                                 | nominace  |
| 2015 | American Film Institute Awards              | nejlepších deset televizních programů roku                           | UnREAL                                                 | vítězství |
| 2016 | Critics' Choice Television Awards           | nejlepší dramatický seriál                                           | UnREAL                                                 | nominace  |
| 2016 | Critics' Choice Television Awards           | nejlepší herečka v dramatickém seriálu                               | Shiri Appleby                                          | nominace  |
| 2016 | Critics' Choice Television Awards           | nejlepší ženský herecký výkon ve vedlejší roli v dramatickém seriálu | Constance Zimmer                                       | vítězství |
| 2016 | Gold Derby Awards                           | nejlepší ženský herecký výkon ve vedlejší roli v dramatickém seriálu | Constance Zimmer                                       | nominace  |
| 2016 | New York International Film and TV Festival | nejlepší pravidelný televizní program                                | UnREAL za díl „The Return“                             | nominace  |
| 2016 | Online Film & Television Association        | nejlepší ženský herecký výkon ve vedlejší roli v dramatickém seriálu | Constance Zimmer                                       | nominace  |
| 2016 | Prism Awards                                | nejlepší dramatický vícedílový příběh                                | UnREAL                                                 | nominace  |
| 2016 | Women's Image Network Awards                | nejlepší ženská režisérka: televize                                  | Shiri Appleby                                          | nominace  |
| 2016 | Peabody Awards                              | ocenění pro zábavný nebo dětský program                              | UnREAL                                                 | vítězství |
| 2016 | Dorian Awards                               | nejlepší nezpívaný televizní program                                 | UnREAL                                                 | nominace  |
| 2016 | TCA Awards                                  | nejlepší dramatický seriál                                           | UnREAL                                                 | nominace  |
| 2016 | TCA Awards                                  | nejlepší nový program                                                | UnREAL                                                 | nominace  |
| 2016 | Cena Emmy                                   | nejlepší ženský herecký výkon ve vedlejší roli v dramatickém seriálu | Constance Zimmer (za díl „Mother“)                     | nominace  |
| 2016 | Cena Emmy                                   | nejlepší scénář pro dramatický seriál                                | Marti Noxon a Sarah Gertrude Shapiro (za díl „Return“) | nominace  |
| 2017 | Critics' Choice Television Awards           | nejlepší ženský herecký výkon ve vedlejší roli v dramatickém seriálu | Constance Zimmer                                       | nominace  |
| 2017 | Casting Society of America Awards           | nejlepší casting TV pilotu a první řady: drama                       | UnREAL                                                 | nominace  |